# Bitka kod Soissonsa (486.)
Bitka kod Soissonsa se odigrala godine 486. između Franaka pod kraljem Klodvigom I na jednoj, i galorimskih snaga Kraljevine Soissons pod Sijagrijem na drugoj strani. U bitci su Franci odnijeli pobjedu i anektirali Kraljevinu Soissons, čijim je nestankom prestao posljednji državnopravni trag Zapadnog Rimskog Carstva, a Franci postali regionalna sila.